# Anglesita
La anglesita es un mineral del grupo de los sulfatos. Es sulfato de plomo (II), en forma de cristales de colores claros asociados a otros minerales de plomo. Suele tener hábito de masa terrosa, y por su cristal es isomorfa con la barita y la celestina.
Llamado así por haber sido descubierta en una mina de cobre en la isla de Anglesey (Gales, Gran Bretaña) por William Withering in 1783.

Esquema del hábito cristalino de la Anglesita.

Los cristales de Anglesey tenían vetas amarillas debidas a impurezas de limonita, mientras que los de otras localidades tienen otros colores también por impurezas. La anglesita pura es blanca transparente.
Presenta una enorme variedad en el hábito de los cristales, aunque podemos observar su cristal típico en la imagen.

## Ambiente de formación
La anglesita es un mineral de formación secundaria como producto de la oxidación de una mena primaria de plomo, el sulfuro de plomo llamado galena, cuando la parte superior del depósito de galena presenta una superficie de alteración. También asociada a otros minerales de plomo como la cerusita, esfalerita, smithsonita o hemimorfita.
En la mayoría de las localizaciones se encuentra en pequeña cantidad en forma de costra sobre otros materiales. A veces, en cavidades de galena se han encontrado resplandecientes recubrimientos en forma de geoda de cristales de anglesita.

## Localización y extracción
Los cristales más perfectos proceden de Namibia, de Alemania y de Estados Unidos. En Escocia se han encontrado pseudomorfos de la anglesita. En España se han encontrado bellos ejemplares de este mineral en Linares. La belleza de algunos de estos cristales les dé un gran valor coleccionístico.
Hay raras ocasiones, como en algunos lugares de Australia y México, en los que en vez de una pequeña costra se encuentra en forma de grandes masas, por lo que es extraído de minas para usarlo como mena de plomo.